# Renault Kerax
Renault Kerax er en lastbil specielt til kørsel på byggepladser, introduceret af Renault Trucks i 1996. Modellen fås med to, tre eller fire aksler med låsbart differentiale. Modellen fås med turbodieselmotorer på 9,8, 11,1 og 12,8 liter. Gearkassen er enten en manuel med 16 gear eller en automatiseret kaldet Optidrive+ med 12 gear. Bremserne er trykluftbremser med skiver og ABS. Som ekstraudstyr fås også ASR. Totalvægten varierer mellem 18 og 40 tons, og effekten varierer mellem 370 og 520 hk.